# Битва под Бурштыном
Битва под Бурштыном — название вооруженного погрома реестровыми казаками и королевскими жолнерами татарских орд вблизи города Бурштын (ныне Ивано-Франковская область, Украина) и на берегу Днестра.

## Сведения
Состоялась в октябре 1629 года вблизи города Бурштын, в которой реестровые казаки под командованием гетмана Грицка Чёрного и коронное войско под командованием гетмана Стефана Хмелецкого разбило нападающих-татар во главе с Саламет-Гераем, которые возвращались с награбленным из Белзькои земли.
После грабительского похода в Галиции 7-тыс. отряд татар под командованием Саламет-Гирея и других мурз, который возвращался с награбленным и пленными с Белзской земли. Татарам попал в руки казак из коронного обоза. После допроса с пытками казака, который по-геройски выдержал испытания, не сказав о коронном войске, нападавшие решили ночевать близ села Конюшки, где разбили лагерь.
Стефан Хмелецкий с войском узнал об этом, перешел реку Гнилую Липу под Бурштыном и стал у татар в полночь. Утром, во время подготовки татар к уходу, нанесли внезапный удар врагам, которые с неожиданности поддались панике: многие не успели сесть на коней, другие просто убегали. Все улицы села были завалены трупами убитых. Татар гнали на горы и переправы 3 мили, пока не ослабели кони. С. Хмелецкий послал гонца к русскому воеводе Станиславу Любомирскому, чтобы тот захватил брод через Днестр. Нападавшие неосторожно зашли в воду, мало кто остался жив.
Казаки и солдаты отбили всю добычу, в частности, 10 000 пленных (много женщин), 1000 заключенных, приняли вместе 10 000 лошадей. В плен попал будущий союзник Б. Хмельницкого Ислям III Герай.

## Ссылка
- Почему мы проиграли под Берестечком?